# Ville-en-Vermois
Ville-en-Vermois is een gemeente in het Franse departement Meurthe-et-Moselle in de regio Grand Est.
De gemeente maakte deel uit van het kanton Saint-Nicolas-de-Port totdat dit op 22 maart 2015 werd opgeheven. Ville-en-Vermois werd daarop overgeheveld naar het kanton Jarville-la-Malgrange en bleef deel uitmaken van het arrondissement Nancy, waar dit kanton geheel onder valt.

## Geografie
De oppervlakte van Ville-en-Vermois bedraagt 10,6 km², de bevolkingsdichtheid is 57,2 inwoners per km².
De onderstaande kaart toont de ligging van Ville-en-Vermois met de belangrijkste infrastructuur en aangrenzende gemeenten.

## Demografie
Onderstaande figuur toont het verloop van het inwonertal (bron: INSEE-tellingen).